# البطريركية (كتاب)
البطريركية أو القوة الطبيعية للملوك هو كتاب صدرَ عام 1680 للفيلسوف الإنجليزي روبرت فيلمر، يدافع عن الحق الإلهي للملوك على أساس أن سلطة جميع الدول الحديثة مستمدة من البطاركة الكتابيين (الذين رآهم ورثة آدم)، التاريخ والمنطق. في الوقت نفسه، انتقد نظريات متنافسة تدعي أن أساس الدولة يجب أن يكون موافقة المحكوم والعقد الاجتماعي.
هاجم جون لوك وآخرون ما اعتبروه سخافة آراء فيلمر. تتكون أولى أطروحات لوك الخاصة بالحكومة بشكل أساسي من نقد فيلمر. وجد لوك أن رواية فيلمر عن السلطة السياسية غير قابلة للتطبيق، بحجة أنه لا يمكن استخدامها لتبرير أي سلطة سياسية فعلية، لأنه من المستحيل إظهار أن أي حاكم معين على أنه واحد من ورثة آدم.
لا يزال كتاب البطريركية من أشهر أعمال فيلمر.